# Про право націй на самовизначення
«Про право націй на самовизначення» — стаття Леніна. Написана у 1914 році. Опублікована в журналі «Освіта» в 1914 році, № 4, 5, 6. Поряд із статтями «Про національну гордість великоросів» та «Критичні нотатки з національного питання» ця стаття викладає національну програму партії більшовиків. Висловлюючи свою позицію, Ленін спирається на Карла Каутського та Лондонський конгрес II інтернаціоналу (1896).

## Зміст
Ленін доводить, що нації з'являються в епоху кризи феодалізму, коли виникає необхідність «державного згуртування територій з населенням, що говорить однією мовою ». Формою вираження нації є національна держава . Тому право націй на самовизначення і є відокремленням від «чужонаціональних колективів» та «утворення національної держави». Ленін вводить різницю між «пригноблюючою» і «пригнобленою нацією», яка ще не побудувала національну державу, але здатна на це.
Полемізуючи з Розою Люксембург, яка прирівнювала право націй на самовизначення до заохочення буржуазного націоналізму, Ленін звертає увагу, що у боротьбі національне самовизначення відбувається демократизація суспільства, з допомогою якої пролетаріат зміцнює свої позиції. Крім того, на думку Леніна "Росія не є національною державою", оскільки росіяни (московити) та інородці становлять рівні частини населення. Причому до інородців Ленін відносить поляків, румунів, українців, фінів та шведів. Зокрема, Ленін підтримував право українців та поляків на створення окремих від Росії національних держав. Заперечення цього права ставить, на думку Леніна, під загрозу національний світ. Ідеальним виразом права націй на визначення для Леніна було відділення Норвегії у 1905 році .
Тим не менш, Ленін зберігав можливість «строкатої»багатонаціональної) держави в епоху капіталізму, коли три нації («німці, угорці, слов'яни») боролися за збереження цілісності Австрії «на користь національної незалежності».

## Відгуки
Ю.І. Семенов зазначає, що тимчасовий проміжок з 1912 по 1914 роки
в силу історичних обставин виявилися періодом найбільш інтенсивних занять В. І. Леніна проблемами національних рухів, в ці роки були написані та опубліковані В. І. Леніним дві такі основні праці з національного питання, як знамениті «Критичні нотатки з національного питання» та «Про праві націй на самовизначення» 